# Neuropil

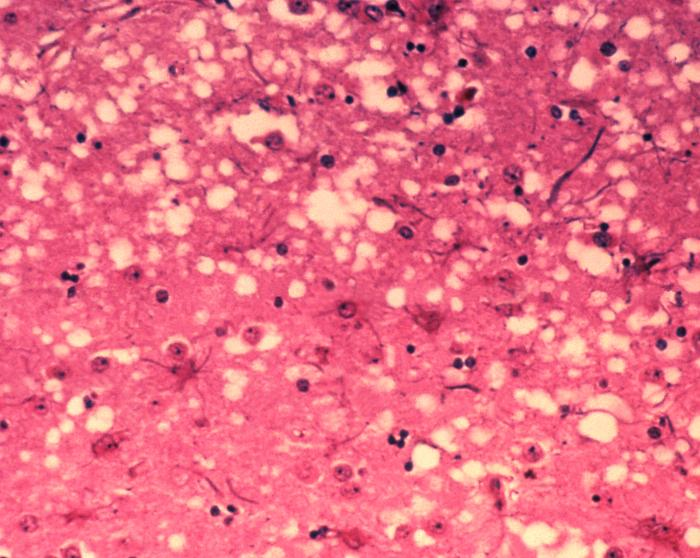
Neuropil (šedá hmota)

Neuropil tvoří objemově největší část šedé hmoty mozkové (nemyelizované axony, dendrity, synapse a výběžky gliových buněk. Při světelné mikroskopii se jeví jako amorfní substance. Pojem pochází ze spojení neura, neuron = „řetěz“ a pilêma = „pociťovaný“.